# وسام بروير
وسام أو ميدالية بروير (بالإنجليزية: Brouwer Metal)‏ هو جائزة تقدم كل ثلاث سنوات تقدمها جمعية الرياضيات الهولندية الملكية والأكاديمية الملكية الهولندية للفنون والعلوم. حصلت الميدالية على اسمها من عالم الرياضيات الهولندي لويتزن براور وهي أرقى جائزة هولندية في الرياضيات.

## المستلمون
- 1970 رينيه ثوم.
- 1973 أبراهام روبنسون.
- 1978 أرماند بوريل.
- 1981 هاري كيستين.
- 1984 يورغن موزر.
- 1987 يوري مانين.
- 1990 والتر موراي وونهام.
- 1993 لازلو لوفاز.
- 1996 وولفجانج هاكبوش.
- 1999 جورج لوستيغ.
- 2002 مايكل أيزنمان.
- 2005 لوسيان بيرجي.
- 2008 فيليب جريفيث.
- 2011 كيم ليزلي بلوفكر.
- 2014 جون نورمان ماثر.
- 2017 كينيث ألن ريبيت.[2]